# Hiromi Yanagihara
Hiromi Yanagihara Yanagihara Hiromi (柳原 尋美?); n. 19 octombrie 1979, Chiba, Japonia – d. 16 iulie 1999, Nakasatsunai⁠(d), Kasai district⁠(d), Prefectura Hokkaidō, Japonia) a fost o cântăreață japoneză, membră fondatoare din grupul de fete Country Musume. S-a alăturat trupei în 1999, împreună cu Rinne Toda și Azusa Kobayashi. La 16 iulie 1999, Yanagihara a murit într-un accident rutier, cu o săptămână înainte de prima lansare, Futari no Hokkaidou.

## Filmografie

### Filme
- 1998 – Morning Keiji ~Daite Hold on Me!~ (モーニング刑事。～抱いてHold on Me!～ Morning Detective ~Hold on Me Hold on Me!~?)

### Emisiuni TV
- 13 iulie 1999 – Idol o Sagase

### Drame
- 6 aprilie 1998 – Taiyō Musume to Umi (太陽娘と海 Sun Daughter and the Sea?)
- 9 iulie 1998 – Kaze no Musumetachi (風の娘たち Daughters of Wind?)
- 11 octombrie 1998 – Wine Musume Koi Monogatari (ワイン娘恋物語 Wine Daughter Love Story?)

## Link-uri externe
- ja  Necrolog de Nikkan Sports
- Hiromi Yanagihara Arhivat în 19 octombrie 2016, la Wayback Machine. – Hello! Project Old School